# Abdelhadi Boutaleb
Abdelhadi Boutaleb (arabisch عبد الهادي بوطالب, DMG ʿAbd al-Hādī Būṭālib; * 23. Dezember 1923 in Fès; † 16. Dezember 2009 in Rabat) war ein marokkanischer Diplomat und Politiker.

## Biografie
Nach dem Schulbesuch begann er ein Studium an der ältesten Universität der Welt, der Universität al-Qarawīyīn, das er 1943 abschloss (Lauréat). Nach dem Studium gehörte er am 10. Dezember 1943 zu den Gründern der Partei der Unabhängigkeit (Istiqlal), der wichtigsten und ältesten Partei Marokkos. Als deren Vertreter nahm er 1951 als Mitglied der Delegation bei der Konferenz der Vereinten Nationen im Pariser Palais de Chaillot teil.
1955 war er Leiter der Delegation bei den Verhandlungen zur Souveränität Marokkos und Rückkehr von König Mohammed V. in Aix-les-Bains. Nach der Unabhängigkeit wurde er 1955 zunächst zum Minister für Arbeit und soziale Angelegenheiten berufen, schied jedoch bereits im folgenden Jahr wieder aus der Regierung aus. 1959 war er neben Mehdi Ben Barka Gründer der Union Nationale des Forces Populaires (UNFP), der die politischen Ziele der Istiqlal nicht radikal genug erschienen.
Nach der Thronbesteigung von König Hassan II. wurde er 1961 zunächst zum Botschafter in Damaskus ernannt und war dann in den folgenden Jahren während dessen Regentschaft Minister für Information, Jugend und Sport, Minister für die Sahara und Mauretanien, Delegierter Minister beim Premierminister, Regierungssprecher, Minister für Parlamentsangelegenheiten, Justizminister, Minister für nationale Erziehung, erneut Informationsminister sowie schließlich Staatsminister im Außenministerium. Boutaleb wurde damit zu einem der engsten Berater des Königs.
1970 erfolgte seine Wahl zum Präsidenten des Parlaments. Anschließend war er von 1974 bis 1976 Botschafter in den USA und war als solcher zugleich in Mexiko akkreditiert.
Nachdem er 1982 zum Präsidenten der internationalen Islamischen Organisation für Erziehung, Wissenschaften und Kultur (ISESCO), gewählt wurde, wurde er auch Mitglied der Königlichen Akademien von Jordanien und Marokko. Darüber hinaus wurde er im November 1983 Vizepräsident der Internationalen Kommission für den Schutz des islamischen Vaterlandes der Organisation der Islamischen Konferenz (OCI).
Boutaleb war außerdem als Professor für Verfassungsrecht und Politikwissenschaften an der Mohammed-V.-Universität in Rabat sowie der Hassan II Ain Chok-Universität in Casablanca tätig.
Er war einer der  Senior Fellows des Königlichen Aal al-Bayt Instituts für Islamisches Denken (Royal Aal al-Bayt Institute for Islamic Thought), Jordanien.

## Auszeichnungen
Abdelhadi Boutaleb wurde mehrfach ausgezeichnet und erhielt unter anderem den Großen Verdienstorden des Königreichs Marokko, den Preis für Kultur und Erziehung Jordaniens sowie den Preis für Kultur und Erziehung der ISESCO. 2002 wurde er durch König Abdullah II. mit der Unabhängigkeitsmedaille, der höchsten zivilen Auszeichnung Jordaniens, geehrt. 2006 verlieh ihm König Mohammed VI. das Großkreuz des Ordens „Wissam Al Arch“.